# Veine glutéale supérieure
Ne doit pas être confondu avec Veine glutéale inférieure.
Les veines glutéales supérieures (veines fessières supérieures) sont un ensemble de veines accompagnant l'artère glutéale supérieure ; elles reçoivent des affluents de la fesse répondant aux branches de l'artère. Elles s'unissent le plus souvent en plexus au niveau de la grande incisure ischiatique  et pénètrent dans le bassin par le canal supra-piriforme avant de se jeter dans la veine iliaque interne.